# Metridium exile
Metridium exile is een zeeanemonensoort uit de familie van de Metridiidae. De wetenschappelijke naam van de soort is voor het eerst geldig gepubliceerd in 1956 door Hand.